# Vesna (Rusko)
Demokratické hnutí mládeže „Vesna“, rusky Весна (молодёжное движение), je ruské politické hnutí mládeže. Bylo založeno 3. února 2013 v Petrohradu. Vzniklo sloučením organizací "Mládežnické jablko", "Obrana" a "Solidarita".

## Založení hnutí
Hnutí vzniklo počátkem roku 2013, kdy řada členů petrohradské odnože mládežnického hnutí Jabloko po vyloučení ze strany vytvořila s podporou poslance Maxima Reznika nové demokratické hnutí. To se sdružilo s dalšími liberálními mládežnickými silami – "Solidarita" a "Obrana". Hnutí nemá mít jediného vůdce – má jej řídit pětičlenná Federální koordinační rada. Hnutí se původně jmenovalo Mladí demokraté. Pod tímto názvem uspořádali několik akcí, mj. proti „zákonu Dima Jakovleva“ a zničení dětské nemocnice. Poté se přejmenovalo na „Vesna“.

## Aktivita
V roce 2013 se petrohradská Vesna zapojila do kampaně za rozvoj noční hromadné dopravy ve městě, nazvané „Metro-24“. V březnu téhož roku vyšli aktivisté hnutí na Palácové náměstí s transparentem „Pánové, jděte do prdele s vaší registrací“ na podporu moskevských aktivistů, kteří se postavili proti „registračnímu zákonu“. V prosinci 2013 uspořádalo hnutí akci věnovanou olympijským hrám v Soči. Účastník hnutí Alexander Gudimov uspořádal štafetový závod s podomácku vyrobenou pochodní.
V únoru 2014 se aktivisté Vesny vydali na ukrajinský konzulát v Petrohradě a k pomníku ukrajinského básníka Tarase Ševčenka, aby vyjádřili podporu „bratrskému lidu“. Účastníci demonstrací drželi plakát "Janukovyči, vzpamatuj se! Tvoje ruce jsou od krve!"
Dne 5. dubna 2015 požádala o členství v Mezinárodní federaci liberální mládeže a 17. dubna 2016 získala statut řádného členství. Ve stejném roce se Vesna rozšířila do regionů. V roce 2018 mělo hnutí již 10–12 aktivních regionálních poboček, mezi nimiž jsou městské pobočky Orenburg, Čeljabinsk, Ufa, Čeboksary a Južno-Sachalinsk.
V červnu 2015 aktivisté hnutí nainstalovali na Marsovo pole poblíž pohřebišť obětí revolucí a občanské války nový „náhrobní kámen“, na kterém je nápis: „Neznámý voják zemřel v Donbasu v "době míru". Své vlastní neopouštíme, ale tito nebyli naši. Vladimir Putin“.
V roce 2017 hnutí podpořilo protesty proti korupci ruského premiéra a exprezidenta Dmitrije Medveděva, které proběhly po uvedení filmu „Neříkejte mu Dimon“ (rus. Он вам не Димон). Aktivisté hnutí se rovněž zapojili do kampaně za přijetí Alexeje Navalného do prezidentských voleb v roce 2018 a po jeho nepřijetí se zapojili do „Stávky voličů“. Po protestních akcích následoval tlak na hnutí v podobě zatýkání jeho členů.. Část z nich musela opustit zemi Také v roce 2017 uspořádalo hnutí letní demokratický tábor „Území svobody“  a akci na podporu Ruslana Sokolovského, ve které se mladí muži oblečení jako kněz a důstojník FSB pokusili chytit pokémona Pikachu pomocí růžových sítí na motýly.
V březnu 2019 policisté zadrželi zaměstnance ústředí Alexeje Navalného a Michaila Borisova, aktivistu hnutí Vesna. Byl proti němu sepsán protokol podle zákona o správních deliktech. O den dříve byla vedle budovy Ústavu Smolný umístěna záchodová mísa s vidličkou a plakátem „Vaše místo je u záchodu“.
Dne 30. března 2021 zadržela policie v Petrohradu čtyři členy hnutí Vesna, kteří v kuklách a s pochodněmi nesli vlajky s logem Roskomnadzor na protest proti zpomalení Twitteru. Několik minut nesli vlajky po Šumjanově prospektu, načež k nim vyskočilo asi 30 policistů. V témže roce byla v moskevské pobočce Vesna založena Skat media.

## Protesty proti ruské invazi na Ukrajinu
V roce 2022 se hnutí na pozadí ruské invaze na Ukrajinu stalo jedním z organizátorů protiválečných protestů v Rusku. Hnutí koordinovalo protestní akce 27. února (asi 2800 zadržených),   13. března (více než 800 zadržených) a 2. dubna (více než 200 zadržených). Dne 3. května téhož roku vyhlásila Vesna akci „Za tohle nebojovali“, spojenou s průvodem „Nesmrtelného pluku“. Hnutí nabídlo, že přijde 9. května s portréty svých veteránů, protiválečnými hesly, fotografiemi mrtvých Ukrajinců a zničených měst. V reakci na to podle Vesny začali organizátoři Nesmrtelného pluku v regionech posílat pokyny, aby se procesí změnilo v politickou akci proti ruské invazi na Ukrajinu. 
V květnu 2022 bylo zahájeno trestní řízení proti členům hnutí Vesna podle článku o vytvoření neziskové organizace, která zasahuje do osobnosti a práv občanů. Dne 8. května byly prohledány domy aktivistů v Petrohradě, Jevgenije Zatějeva, Valentina Choroshenina a bývalého člena hnutí ve Velkém Novgorodu Romana Maksimova, načež byli převezeni do Moskvy na výslech. Proběhly také prohlídky u rodičů koordinátora Viasny Bogdana Litvina, který opustil zemi, aktivistky Poliny Barabašové, bývalých členů hnutí v Petrohradu Alexeje Bezrukova a Arťoma Uymanena. Uymanen a Barabash se brzy stali podezřelými v jiném případu, o falešného bombového útoku, a byli propuštěni s povinností dostavit se před vyšetřovatele. Bezrukov a Uymanen po pátrání opustili Rusko. V Moskvě byl prohledán veřejný ochránce Timofey Vaskin, zaměstnankyně Skat media Angelina Roshchupko  a bývalý zaměstnanec FBK Ivan Drobotov. Všichni tři byli po prohlídce zadrženi jako podezřelí v kauze Vesna, ke které nikdy nepatřili. Také v hlavním městě byly provedeny prohlídky v domě aktivistky Darii Pak. V té době už Park opustil zemi. V rámci vyšetřování případu bylo prohledáno nejméně 13 osob.
Ráno 9. května byli Zateev, Khoroshenin a Maximov předvedeni před Okresní soud Basmany v Moskvě. Tam jim mělo být uloženo předběžné opatření. Obžalovaným, kteří byli předvedeni do soudní síně, byla vazba prodloužena o 72 hodin. Roschupkův právník Michail Birjukov se vydal k soudu se svými kolegy v případu, ale byl zadržen na půli cesty: policisté mu sdělili, že je na seznamu hledaných osob a musí se dostavit na policejní stanici Dorogomilovo. V důsledku toho bylo po dva dny po sobě zvoleno pro všechny obžalované stejné omezující opatření. Dne 10. května byl Timofeji Vaskinovi, Ivanu Drobotovovi a Angelině Roschupko uložen zákaz činnosti. Dne 11. května byla podobná omezení uvalena na Ramana Maksimaua, Yauhena Zateyeu a Valiantsina Khorashenina. V případu "Viasna" uložil Basmannyj soud mírnější opatření, než dříve požadoval vyšetřovatel: obžalovaní nesmějí používat internet, komunikovat s obžalovanými a členy hnutí "Viasna" a také opouštět dům mezi 20. a 8. hodinou. Obžalovaní jsou obviněni z toho, že "nesouhlasili s politickými rozhodnutími vedení země, včetně rozhodnutí o provedení zvláštní vojenské operace, s vedením neziskové organizace, jejíž činnost zahrnuje podněcování občanů k páchání protiprávních činů".
V květnu vytvořili příznivci Vesny petici na podporu obžalovaných v kauze, na začátku června 2022 ji podepsalo asi 6,5 tisíce lidí. Ve stejném měsíci Výbor na ochranu novinářů uznal obžalované v trestním případu Vesny, kteří pracují pro Skat media, jako pronásledované pracovníky médií.
Nejvýznamnější mediální pozornosti se hnutí dostalo organizováním protestů v Rusku.    
Dne 21. září 2022 poté, co prezident Putin vyhlásil částečnou mobilizaci, svolala Vesna protesty. „Tisíce ruských mužů, našich otců, bratrů a manželů budou vrženy do válečného mlýnku na maso. Za co budou umírat? Proč budou matky a děti prolévat slzy?“ uvedla. S mobilizací podle Vesny přijde válka do každého domu a každé rodiny. Putina obvinila z toho, že „uvrhl Rusko do strašlivého krveprolití, izolace a chudoby“.